# Fritz Pfeffer
Fritz Pfeffer (Gießen, 30 aprile 1889 – Campo di concentramento di Neuengamme, 20 dicembre 1944) è stato un odontoiatra tedesco che condivideva il nascondiglio con le famiglie Frank e Van Pels nei Paesi Bassi durante le persecuzioni da parte dei nazisti.

## Biografia
Fritz Pfeffer nacque a Gießen, in Germania, uno dei cinque figli di Ignatz Pfeffer e Jeannette Hirsch-Pfeffer, che vivevano sopra il loro negozio di abbigliamento e tessuti al numero 6 di Marktplatz a Giessen. Dopo aver completato la sua formazione, Fritz si formò come dentista e chirurgo della mascella, ottenne una licenza per esercitare nel 1911 e aprì una clinica chirurgica l'anno successivo a Berlino.

Prestò servizio nell'esercito tedesco durante la prima guerra mondiale e in seguito, nel 1926, sposò Vera Bythiner (31 marzo 1904 - 30 settembre 1942), nata a Posen nella Germania Imperiale (ora Poznań, Polonia). Il matrimonio produsse un figlio, Werner Peter Pfeffer (3 aprile 1927 - 14 febbraio 1995), poi la coppia divorziò nel 1932. Fritz ottenne il permesso di accudirlo fino al novembre 1938, quando l'ondata crescente dell'attività nazista in Germania lo persuase a mandarlo alle cure di suo fratello, Ernst, in Inghilterra. Werner emigrò in California nel 1945 dopo la morte dello zio e cambiò il suo nome in Peter Pepper, stabilendo successivamente una società di forniture per ufficio di successo con quel nome.

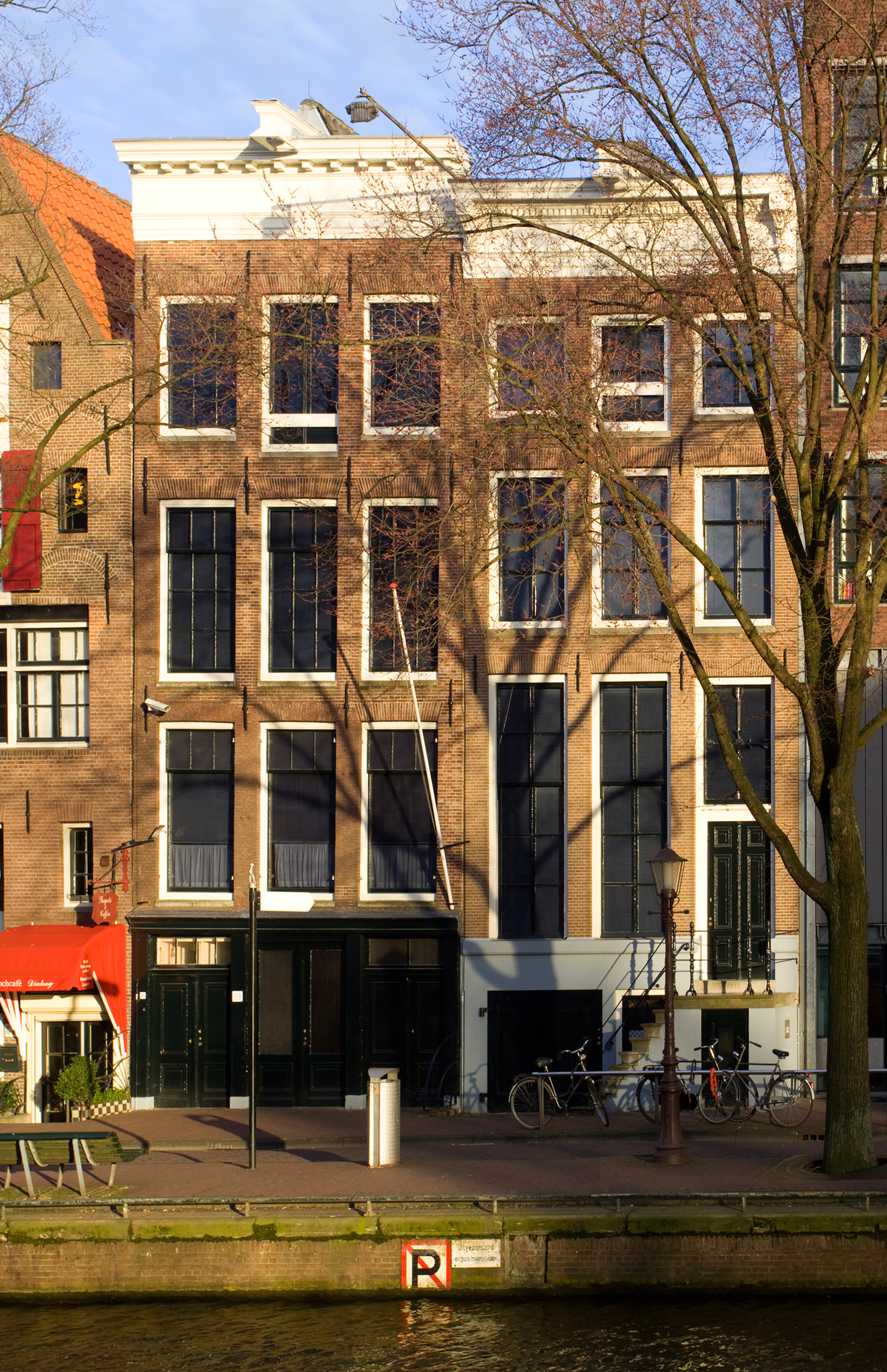
Il nascondiglio in cui si è rifugiato ad Amsterdam, in Prinsengracht 263.

L'ondata di antisemitismo in Germania, aumentata dall'elezione di Adolf Hitler nel 1933, costrinse la maggior parte dei parenti di Fritz a fuggire dal paese. Sua madre era morta nel 1925; suo padre si risposò e rimase in Germania, morì a Theresienstadt nell'ottobre del 1942. Suo fratello maggiore, Julius Pfeffer, morì nel 1928, Emil Pfeffer emigrò in Sudafrica nel 1937, Ernst Pfeffer si trasferì in Inghilterra e morì nel 1944, e Hans partì per il New Jersey. La loro sorella, Minna, rimase con il loro padre in Germania e morì in custodia nazista. Vera fuggì in Olanda ma fu arrestata nel 1942 e morì ad Auschwitz.
Nel 1936, Fritz conobbe una giovane donna, Charlotte Kaletta (1910-1985), nata a Ilmenau, in Turingia, nella Germania centrale. Era divorziata dal suo primo marito, Ludwig Löwenstein (nato il 31 maggio 1892 a Wiesbaden), e con questo aveva il figlio Gustav (nato il 3 agosto 1928 a Berlino-Tempelhof). Entrambi furono deportati insieme il 26 settembre 1942 da Berlino-Charlottenburg a Raasiku (Estonia) e successivamente assassinati nell'Olocausto con una data sconosciuta. Cercò di sposare Charlotte Kaletta, ma non poté farlo a causa delle leggi razziali che proibivano i matrimoni tra ebrei e non ebrei. La Kristallnacht consolidò la sua decisione di lasciare Berlino con la compagna e trasferirsi ad Amsterdam nel dicembre del 1938. Vissero lì per due anni prima dell'invasione tedesca, e le successive leggi anti-ebraiche che non permettevano la convivenza di ebrei e non ebrei li costrinsero a separarsi. Dopo aver stabilito uno studio dentistico ad Amsterdam Rivierenbuurt, conobbe le famiglie Van Pels e Frank.

### La clandestinità
Nell'autunno del 1942, decise di nascondersi e chiese a Miep Gies alcuni indirizzi adatti. Consultò Otto Frank, che, con la sua e la famiglia van Pels, era nascosto da lei in stanze segrete nell'edificio degli uffici dei Frank. Frank accettò di accogliere Pfeffer, e fu preso nel loro nascondiglio il 16 novembre, dove la sua laurea in medicina tornò utile in quanto non potevano contattare un medico mentre si nascondevano.
| Nome                  | Pseudonimo                                            | Nascita                        | Morte                                                                           |
| --------------------- | ----------------------------------------------------- | ------------------------------ | ------------------------------------------------------------------------------- |
| Otto Heinrich Frank   | Frederik Aulis / Robin (da Anna)                      | 12 maggio 1889 a Francoforte   | 19 agosto 1980 a Birsfelden presso Basilea                                      |
| Edith Frank-Holländer | Nora Aulis / Robin (da Anna)                          | 16 gennaio 1900 ad Aquisgrana  | 6 gennaio 1945 nel campo di sterminio di Birkenau                               |
| Margot Betti Frank    | Betty Aulis / Robin (da Anna)                         | 16 febbraio 1926 a Francoforte | inizio marzo 1945 nel campo di concentramento di Bergen-Belsen                  |
| Annelies Marie Frank  | Anne Aulis / Robin (da Anna)                          | 12 giugno 1929 a Francoforte   | inizio marzo 1945 nel campo di concentramento di Bergen-Belsen                  |
| Hermann van Pels      | Hans van Daan (da Anna) Hermann van Daan (nel diario) | 31 marzo 1898 a Gehrde         | 6 o 8 settembre 1944 nel campo di concentramento di Auschwitz                   |
| Auguste van Pels      | Petronella van Daan                                   | 29 settembre 1900 a Buer       | 9 aprile 1945 a Raguhn, lager esterno del campo di concentramento di Buchenwald |
| Peter van Pels        | Alfred van Daan (da Anna) Peter van Daan (nel diario) | 8 novembre 1926 a Osnabrück    | 5 maggio 1945 nel campo di concentramento di Mauthausen                         |

| Nome                              | Pseudonimo                | Nascita                       | Morte                        |
| --------------------------------- | ------------------------- | ----------------------------- | ---------------------------- |
| Miep Gies-Santrouschitz           | Anne van Santen (da Anna) | 15 febbraio 1909 a Vienna     | 11 gennaio 2010 ad Amsterdam |
| Jan Gies                          | Henk van Santen (da Anna) | 18 ottobre 1905 ad Amsterdam  | 26 gennaio 1993 ad Amsterdam |
| Victor Kugler                     | Harry Kraler (da Anna)    | 5 o 6 giugno 1900 a Hohenelbe | 16 dicembre 1981 a Toronto   |
| Johannes Kleiman                  | Simon Koophuis (da Anna)  | 1896 a Koog aan de Zaan       | 30 gennaio 1959 ad Amsterdam |
| Elisabeth „Bep“ van Wijk-Voskuijl | Elly Kuilmans (da Anna)   | 5 luglio 1919 ad Amsterdam    | 6 maggio 1983 ad Amsterdam   |

Margot Frank si trasferì in una stanza con i suoi genitori, per permettere a Pfeffer di condividere una piccola stanza con Anna, iniziando quello che sarebbe diventato un rapporto tortuoso per entrambi. La causa dell'estremo disagio di Anna nel condividere la sua stanza con un uomo di mezza età mentre stava attraversando la pubertà, possa essere stato all'origine dei suoi problemi con Pfeffer. La relazione con Anna, raccontata nel famoso diario che la ragazza ha scritto, era piuttosto tesa. Lo menzionò con lo pseudonimo di Albert o Alfred Dussel e si dice che, all'arrivo, fu Anna Frank a dover condividere la stanza con il dentista.

### L'arresto

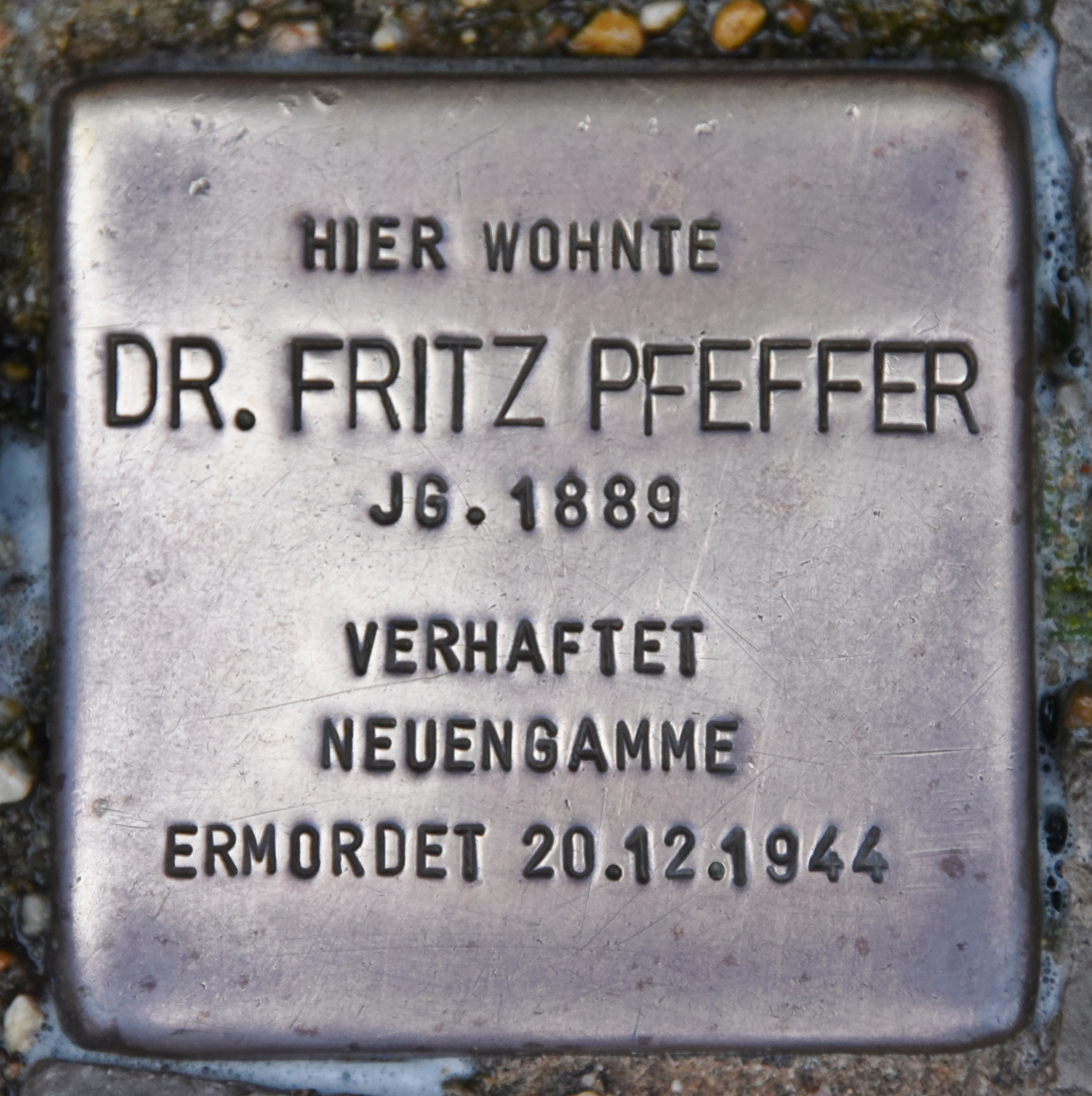
Pietra d'inciampo, Lietzenburger Straße 20b, Berlino-Schöneberg, Germania

Pfeffer lasciò una nota di addio a Charlotte e rimasero in contatto attraverso Miep, che la incontrò settimanalmente per scambiare le lettere e prendere disposizioni da lei. Le sue lettere non rivelarono mai la posizione del suo nascondiglio e Miep non lo rivelò mai, ma il 4 agosto 1944 furono trovati dalla Gestapo, Pfeffer e gli altri sette occupanti del nascondiglio furono arrestati da Karl Josef Silberbauer e furono deportati nei campi di concentramento nazisti.
Con il resto del gruppo e due dei loro protettori, Johannes Kleiman e Victor Kugler, Pfeffer fu portato nel quartier generale nazista ad Amsterdam-Sud, poi in una prigione per tre giorni prima di essere trasportato a Westerbork l'8 agosto. Pfeffer fu portato nelle caserme di punizione con gli altri, dove svolse duro lavoro, fino a quando fu selezionato per la deportazione ad Auschwitz il 3 settembre. Fu separato dagli altri all'arrivo il 6 settembre e inviato alla caserma degli uomini, dove fu riunito con Otto Frank. Il 29 ottobre fu trasferito con altri 59 medici a Sachsenhausen e da lì a Neuengamme in una data sconosciuta. Morì all'età di 55 anni nella caserma, di enterocolite il 20 dicembre 1944.
La prima moglie di Pepper, Vera Bythiner, fu assassinata ad Auschwitz e suo figlio Werner e Charlotte Kaletta sopravvissero alla guerra. Il 9 aprile 1953, il matrimonio tra Charlotte e Fritz fu riconosciuto retrospettivamente il 31 maggio 1937.